# Йохан Кристоф Готшед
Йохан Кристоф Готшед (на немски: Johann Christoph Gottsched) (2 февруари 1700 – 12 декември 1766) – германски писател, критик и теоретик. Представител на ранното Просвещение.

## Биография
Роден е в Калининград, в семейство на проповедник. На 14-годишна възраст започва да учи в Университета в Кьонигсберг, първоначално теология, но впоследствие се отдава изцяло на изучаването на философията. През януари 1724 година бяга в Лайпциг от страх да не бъде нает в пруската армия, тъй като е висок на ръст и със силно телосложение. В Лайпциг през същата година защитава дисертация по философия.
През 1730 г. е назначен за професор във Философския факултет и през 1734 г – за професор по логика и метафизика към същия факултет. Неговата журналистическа дейност допринася за развитието на немската литература, театър и риторика.
Готшед е женен за Луизе Аделгунде Виктория Готшед, която присъства в неговите творби.

## Творчество
- „Опит за критическа поетика за немците“ – 1730 г.
- „Умиращият Катон“ – трагедия – 1732 г.